# Kiyoshi Shiga
Kiyoshi Shiga (志賀 潔, Shiga Kiyoshi, 7 février 1871 – 25 janvier 1957) est un médecin et bactériologiste japonais.
Shiga naît à Sendai, dans la préfecture de Miyagi, mais son nom de famille est à l’origine Sato. Diplômé de l'école de médecine de l'université impériale de Tokyo en 1896 il travaille à l’Institute for the Study of Infectious Diseases dans l’équipe du Dr Kitasato Shibasaburo. Shiga devient célèbre grâce à sa découverte de Shigella dysenteriae, bacille à l’origine de la dysenterie, en 1897, lors d’une grave épidémie où plus de 90 000 cas furent recensés, avec une mortalité approchant les 30 %. La bactérie et le genre auquel elle appartient, Shigella, furent ainsi nommés en son honneur, de même que la toxine « shiga », produite par la bactérie.
Après cette découverte, Shiga travaille avec Paul Ehrlich en Allemagne de 1901 à 1905. Après son retour au Japon, il reprit l’étude des maladies infectieuses avec le Dr. Kitasato. Il devint professeur à la Keio University en 1920.
De 1929 à 1931, Shiga est président de la Keijo Imperial University de Séoul, et occupe le poste de conseiller médical principal du Gouverneur Général Japonais en Corée. Il est récompensé de l’Ordre de la Culture en 1944 et on lui décerne l’Ordre du Trésor sacré, première classe (Order of the Sacred Treasure, 1st class), à sa mort en 1957.
- Notices d'autorité :   - VIAF
  - ISNI
  - IdRef
  - LCCN
  - GND
  - Japon
  - CiNii
  - Belgique
  - Pays-Bas
  - Tchéquie
  - Grèce
  - WorldCat

## Source de la traduction
- (en) Cet article est partiellement ou en totalité issu de l’article de Wikipédia en anglais intitulé « Kiyoshi Shiga » (voir la liste des auteurs).